# هادية (منطقة)
منطقة الهادية هي واحدة من تسع مناطق لإقليم الأمم الجنوبية في إثيوبيا.